# ۶۸۷ (خورشیدی)
۶۸۷ ششصد و هشتاد و هفتمین سال هجری خورشیدی است.